# Ірмгард Айленштайн
Ірмгард Софі Маргарита Айленштайн (нім. Irmgard Sophie Margarethe Eilenstein; 31 травня 1912, вілла Гюґель, Ессен — 23 листопада 1998) — четверта дитина німецького промисловця Густава Круппа та Берти Крупп, сестра Альфріда Круппа.
До шлюбу — фон Болен унд Гальбах (нім. von Bohlen und Halbach), в першому шлюбі — баронеса Райц фон Френц (нім. Freifrau Raitz von Frentz).

## Біографія

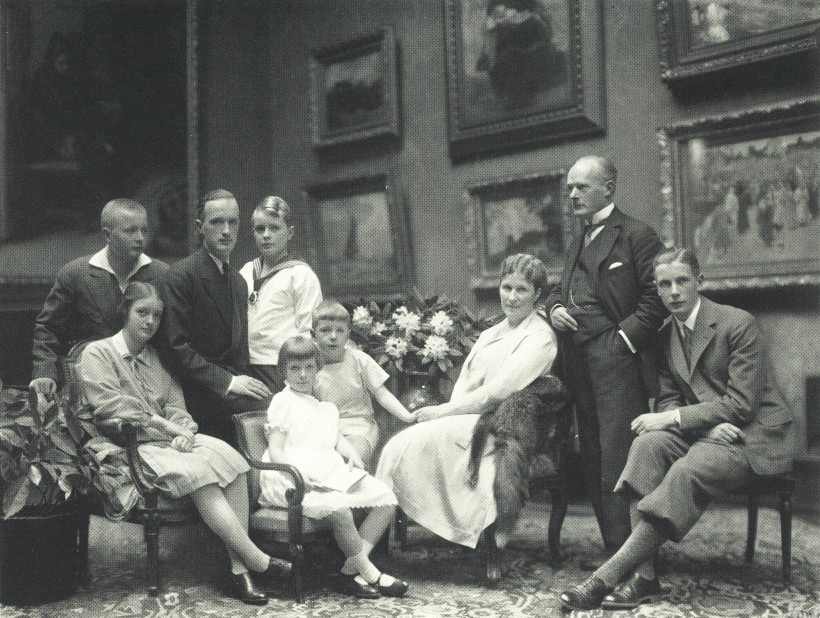
Густав Крупп із дружиною та дітьми (1928). Ірмгард — сидить ліворуч.

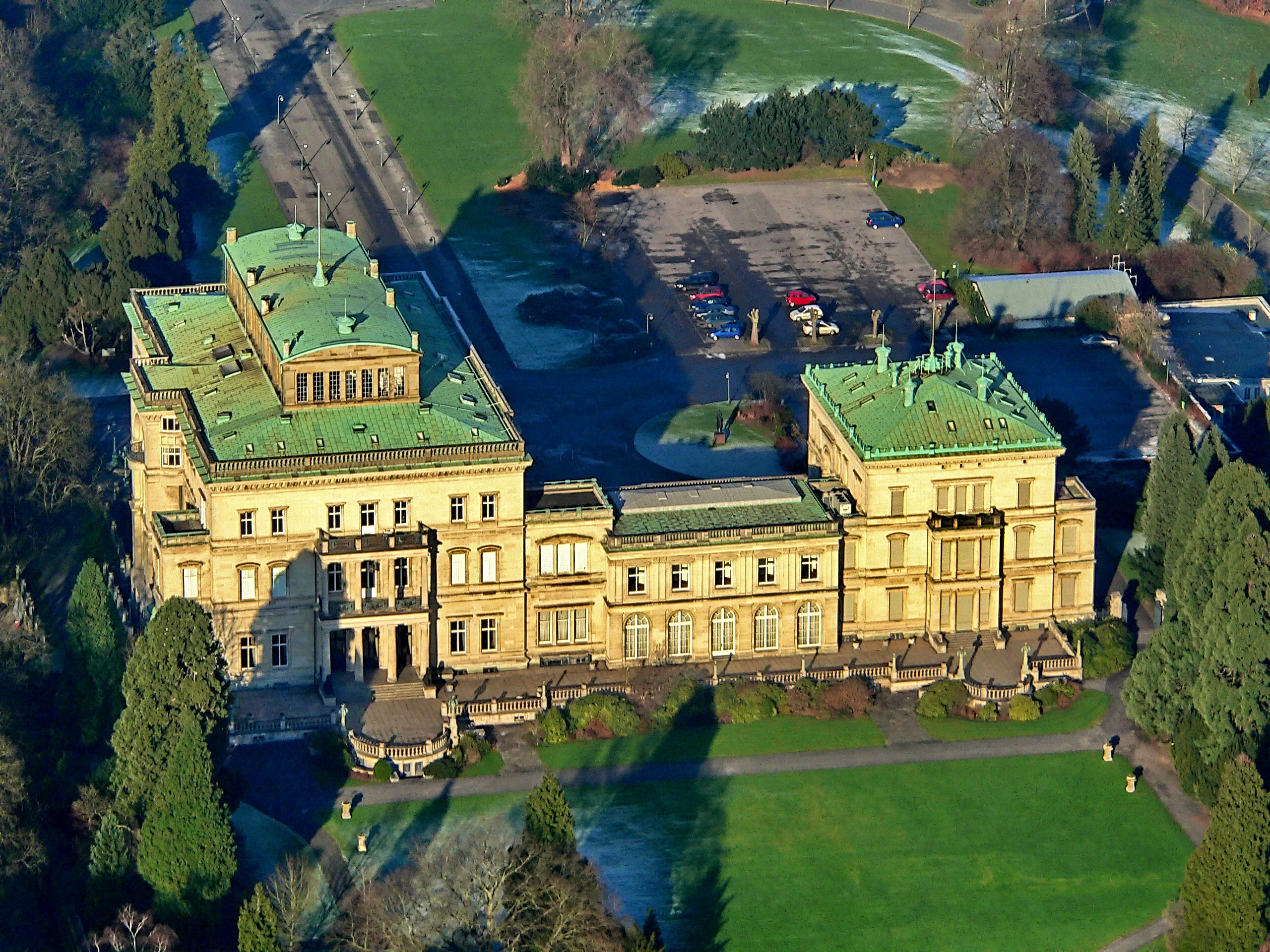
Вілла Гюґель в Ессені.

Значну частину юності провела на сімейній віллі Гюґель в Ессені. Коли Адольф Гітлер вперше відвідав Круппів, Ірмгард представляла матір, яка відмовилась брати участь у зустрічі, посилаючись на мігрень: Берта Крупп зневажала «грубих нацистів».
15 листопада 1943 року разом із братами, сестрами та Зітою фон Медінгер, вдовою загиблого в січні 1940 році брата Клауса, підписала «Указ фюрера про сімейний бізнес фірми Friedrich Krupp AG», згідно якого вони всі відмовились від спадку, щоб фірма дісталась старшому брату Альфріду.
В 1951 році Альфрід Крупп, засуджений під час Нюрнберзького процесу у справі Круппа до 12 років ув'язнення, вийшов із в'язниці і підписав договір, згідно з яким усі брати, сестри та син загиблого Клауса Арнольд отримали по 10 000 000 марок компенсації за відмову від спадку.

## Сім'я
Перший чоловік — штурмбаннфюрер СА барон Йоганн «Ганно» Райц фон Френц (1906–1941), бургомістр Занкт-Гоарсгаузена, представник одного із найдавніших німецьких аристократичних родів. Одружилися 7 квітня 1938 року в Ессені. Ганно загинув на Східному фронті. В шлюбі народила трьох дітей:
1. Баронесу Адельгайд Райц фон Френц (нар. 1939)
2. Барона Рутгера Райц фон Френц (нар. 1940)
3. Барона Зігберта Райц фон Френц (нар. 1941)

Другий чоловік — Роберт Айленштайн (1920–1986), баварський фермер. Одружилися 19 червня 1952 року в Дортмунді. В шлюбі народила трьох дітей:
1. Гунгільд Айленштайн (нар. 1952)
2. Гільдбурга Айленштайна (нар. 1954)
3. Дітлінд Айленштайн (нар. 1956)

## Пам'ять
- До 1945 року ім'я Ірмгард носила вулиця в Магдебурзі (нім. Irmgardstraße).

## В кінематографі
- Художній фільм «Крупп — німецька сім'я» (2009). Роль Ірмгард виконали Неле Требс (5-8 років) і Доротея Ферч (25-45 років).
- Документальний фільм «Крупп — міфи і правда» (2009).